# Mair (Familienname)
Mair ist ein deutscher Familienname.

## Herkunft und Bedeutung
Der Familienname ist eine Form von Meier. Varianten, Bedeutung und Verbreitung siehe dort.

## Namensträger
- Adam Mair (* 1979), kanadischer Eishockeyspieler
- Adlin Mair-Clarke (1941–2020), jamaikanische Sprinterin und Hürdenläuferin
- Albert Mair (* 1941), österreichischer Jazzmusiker
- Amanda Mair (* 1994), schwedische Sängerin
- Armin Mair (* 1977), italienischer Naturbahnrodler
- Astrid Mair (* 1981), österreichische Politikerin (ÖVP)
- Augustin Mair (1485–1543), deutscher Weihbischof in Freising, Basel und Würzburg
- Birgit Mair (* 1967), deutsch-österreichische Sozialwissenschaftlerin, Buchautorin und Wissenschaftsjournalistin
- Carina Mair (* 1996), österreichische Skeletonpilotin
- Carola Mair (* 1962), österreichische Dokumentarfilmerin und Drehbuchautorin
- Charles Mair (1838–1927), kanadischer Dichter
- Chiara Mair (* 1996), österreichische Skirennläuferin
- Christian Mair (Sprachwissenschaftler) (* 1958), deutscher Sprachwissenschaftler
- Christian Mair (Eishockeyspieler) (* 1981), italienischer Eishockeyspieler
- Conrad Mair (ca. 1493–1565), deutscher Patrizier, Ratsherr und Bürgermeister
- Cristina Noemi Mair (* 1986), argentinische Biathletin
- Dagmar Mair unter der Eggen (* 1974), italienische Snowboarderin
- Daniel Mair (* 1991), österreichischer Fußballspieler
- David Mair (Naturbahnrodler) (* 1980), italienischer Naturbahnrodler und Skeletonpilot
- David Mair (Rennrodler) (* 1984), italienischer Rennrodler
- Dick le Mair (* 1955), niederländischer Komponist, Arrangeur, Musikproduzent und Percussionist
- Emanuel Mair (1678–1766), österreichischer Geistlicher, Mathematiker und Geograph
- Ernesto Mair (* 1946), italienischer Rennrodler
- Franz Mair (Komponist) (1821–1893), österreichischer Komponist
- Franz Mair (Widerstandskämpfer) (1910–1945), österreichischer Widerstandskämpfer
- Franz Mair (Skispringer), deutscher Skispringer
- Franz Mair (Politiker) (* 1941), österreichischer Politiker (Tiroler Volkspartei), Tiroler Landtagsabgeordneter
- Gebi Mair (* 1984), österreichischer Politiker (Die Grünen)
- Gerald Mair (Fußballspieler) (* 1969), österreichischer Fußballspieler
- Gerald Mair (Dirigent) (* 1988), österreichischer Dirigent
- Gilbert Mair (1799–1857), neuseeländischer Seemann und Händler
- Hans Mair (Autor), deutscher Autor
- Hans Mair (Künstler), deutscher Maler und Kupferstecher (um 1480)
- Henriëtte Willebeek le Mair (1889–1966), niederländische Zeichnerin und Illustratorin
- Hugh Mair, schottischer Fußballspieler
- John Mair (* 1963), jamaikanischer Sprinter
- Judith Mair (* 1972), deutsche Trendforscherin und Autorin
- Katja Mair (* 1968), Schweizer Jazzmusikerin
- Kurt Mair (1902–1957), deutscher Kartograph
- Laura Mair (* 2003), italienische Tennisspielerin
- Lucille M. Mair (1924–2009), jamaikanische Diplomatin
- Lucy Mair (1901–1986), britische Sozialanthropologin
- Marianne Mair (* 1989), deutsche Skirennläuferin
- Markus Mair (* 1964), österreichischer Manager
- Martin Mair (Staatsmann) (1420–1481), deutscher Jurist und Staatsmann
- Martin Mair (Journalist) (* 1976), deutscher Journalist und Hörfunkmoderator
- Martina Mair (* 1971), deutsche Illustratorin, Autorin und Künstlerin
- Meinhard Mair (* 1962), italienischer Literaturwissenschaftler, Autor, Gymnasiallehrer
- Michael Mair (Goldschmied) (um 1640–1714), deutscher Goldschmied
- Michael Mair (Eishockeyspieler) (* 1956), italienischer Eishockeyspieler
- Michael Mair (Skirennläufer) (* 1962), italienischer Skirennläufer
- Natascha Mair (* 1995), österreichische Balletttänzerin
- Normain Mair (1928–2014), schottischer Rugby- und Cricketspieler sowie Sportjournalist
- Paul Hector Mair (1517–1579), deutscher Stadtschreiber und Stadtkassier
- Peter Mair (1951–2011), irischer Politikwissenschaftler
- Robert Mair (* 1950), britischer Bauingenieur
- Rosemary Mair (* 1998), neuseeländische Cricketspielerin
- Rudi Mair (* 1961), österreichischer Meteorologe und Glaziologe
- Sarah Mair (1846–1941), schottisch-britische Frauenrechtlerin und Bildungsaktivistin
- Siegfried Mair (1939–1977), italienischer Rodler
- Sophie Mair (* 2000), österreichische Skispringerin
- Stefan Mair (Politikwissenschaftler) (* 1963), deutscher Politikwissenschaftler und Verbandsfunktionär
- Stefan Mair (Eishockeyspieler) (* 1967), italienischer Eishockeyspieler und -trainer
- Susanne Mair (* 1994), österreichische Langstreckenläuferin und Duathletin
- Thomas Mair (Eishockeyspieler) (* 1950), italienischer Eishockeyspieler
- Thomas Mair (Musiker) (* 1973), österreichischer Schlagwerker
- Thomas Mair (Badminton) (* 1994), italienischer Badmintonspieler
- Thomas Alexander Mair (* 1963), britischer Mörder, siehe Jo Cox #Täter
- Toni Mair (1940–2015), in der Schweiz tätiger, österreichischer Geograf und Reliefbauer
- Ulli Mair (* 1974), Südtiroler Politikerin
- Volkmar Mair (Verleger) (* 1931), österreichischer Verleger
- Volkmar Mair (Geologe) (* 1967), italienischer (Südtiroler) Geologe und Mineraloge
- Walter Mair (* 1939), österreichischer Sachbuchautor und Fotograf
- Wolfgang Mair (* 1980), österreichischer Fußballspieler